# Перифант
Перифант (на старогръцки: Περίφας / Periphas) в древногръцката митология е автохтон цар на Атика преди Кекропс I и е превърнат от Зевс в орел.
Той е жрец на Аполон и става цар. Той бил справедлив и хората го наричали Зевс-Спасител, Всевиждащ, Милостив. Зевс се разгневил и се явил в дома на Перифант, и го превърнал в орел, а жена му Феней (Phene) в птичка.